# باسکی (ایتالیا)
باسکی (به ایتالیایی: Baschi) یک شهرک و کومونه در ایتالیا است که در استان ترانی واقع شده‌است. باسکی ۶۸٫۳ کیلومتر مربع مساحت و ۲٬۷۴۲ نفر جمعیت دارد و ۱۶۵ متر بالاتر از سطح دریا واقع شده‌است.